# Isabel Garcés Cerezal
Isabel Garcés Cerezal (Madrid, 28 de gener de 1901 - Madrid, 3 de febrer de 1981) va ser una actriu espanyola.

## Biografia
Va debutar sobre un escenari amb tan sols set anys, encara que la seva popularitat comença a manifestar-se durant la dècada dels anys 20, una vegada que s'especialitza en papers còmics que interpeta en la Companyia de Gregorio Martínez Sierra.
Arriba, en aquesta època, a convertir-se en una autèntica estrella del teatre espanyol i Jacinto Benavente escriu algunes obres per a ella. La seva carrera la va consolidar com la primera actriu del Teatro Infanta Isabel de Madrid, del qual va ser cap de cartell durant més de trenta anys i amb el propietari dels quals Arturo Serrano, s'havia casat. Al Teatre Infanta Isabel va estrenar, per exemple, algunes de les famoses obres d'Enrique Jardiel Poncela, com Angelina o el honor de un brigadier (1934), Un adulterio decente (1935), Cuatro corazones con freno y marcha atrás (1936), Carlo Monte en Montecarlo (1939), Un marido de ida y vuelta (1939), Las siete vidas del gato (1943) y Tú y yo somos tres (1945) i de Miguel Mihura: ¡Sublime decisión! (1955), La canasta (1955), Carlota (1957), Melocotón en almíbar (1958) i El chalet de Madame Renard (1961).
També va posar en escena peces còmiques d'altres autors com Carlos Arniches (El señor Badanas, 1930); Enrique Suárez de Deza (Mi distinguida familia, 1932); Adolfo Torrado (Chiruca, 1941, potser el seu major èxit); José María Pemán (Diario íntimo de la tía Angélica, 1946) Jacinto Benavente (Su amante esposa, 1950; Al amor hay que mandarle al colegio, 1951; Ha llegado Don Juan, 1952), Tono (Guillermo Hotel, 1945, Retorcimiento, 1948), Joaquín Calvo Sotelo (Tánger, 1945), José López Rubio (La venda en los ojos, 1954; Un trono para Cristi, 1956) o Alfonso Paso (Cosas de papá y mamá, 1960; Las mujeres los prefieren pachuchos, 1963) i comèdies de dramaturgs estrangers com Arsénico y encaje antiguo (1945), de Joseph Kesselring i No entiendo a mi marido (1968), d'Alan Ayckbourn.
Va rodar la seva primera pel·lícula a la tardana edat de 59 anys i els seus papers respondrien al prototip d'àvia dolça i despistada en pel·lícules còmiques, moltes vegades com a contrapunt humorístic d'artistes infantils: Pili i Mili i Marisol amb la que va coincidir en sis pel·lícules. Va col·laborar fins a tres pel·lícules de la recordada estrella Rocío Dúrcal, amb qui estrenyeria una gran relació d'amistat en adaptacions cinematogràfiques com ara Las Leandras que en 1969 va suposar un èxit a nivell internacional per a Isabel i altres artistes inclosos en el repartiment del film de la talla de Celia Gámez o Alfredo Landa entre d'altres.

## Premis
Medalles del Cercle d'Escriptors Cinematogràfics
| Any  | Categoria                | Pel·lícula      | Resultat   |
| ---- | ------------------------ | --------------- | ---------- |
| 1959 | Millor actriu secundària | Una gran señora | Guanyadora |

## Filmografia
- Las bodas de Blanca (1975)
- Una abuelita de antes de la guerra (1975)
- Como matar a papá... sin hacerle daño (1975)
- El reprimido (1974)
- Polvo eres (1974)
- El abuelo tiene un plan (1973)
- Busco tonta para fin de semana (1973)
- Casa Flora (1973)
- Las señoritas de mala compañía (1973)
- Entre dos amores (1972)
- La novicia rebelde (1971)
- Pierna creciente, falda menguante (1970)
- No desearás al vecino del quinto (1970)
- Las Leandras (1969)
- El taxi de los conflictos (1969)
- Cristina Guzmán (1968)
- Solos los dos (1968)
- Las cuatro bodas de Marisol (1967)
- Búsqueme a esa chica (1965)
- Como dos gotas de agua (1963)
- Marisol rumbo a Río (1963)
- La batalla del domingo (1963)
- La casta Susana (1963)
- Las hijas de Helena (1963)
- Costa del sol malagueña (1963)
- Mentirosa (1962)
- Prohibido enamorarse (1961)
- Ha llegado un ángel (1961)
- Mi noche de bodas (1961)
- Mi último tango (1960)
- Una gran señora (1959)